# Jürgen Jeske
Jürgen Jeske (* 15. April 1935 in Zeitz, eigentlich Johannes Jürgen Jeske) ist ein deutscher Journalist. Er war von 1986 bis 2002 Mit-Herausgeber der Frankfurter Allgemeinen Zeitung.

## Leben
Jeske absolvierte zunächst eine Ausbildung im Herrenschneiderhandwerk. Anschließend studierte er in Heidelberg und Berlin Nationalökonomie. 1960 absolvierte er sein Diplom an der Freien Universität Berlin. Von 1962 bis 2002 war er Mitglied der Wirtschaftsredaktion der Frankfurter Allgemeinen Zeitung, und von 1965 bis 1986 Ressortleiter für Wirtschaftsnachrichten, Wirtschafts- und Unternehmensberichterstattung.
Von 1986 bis zu seinem Ausscheiden aus Altersgründen im Jahr 2002 war er einer von fünf Herausgebern der FAZ. Auch danach hatte er Ämter inne: 2006 wurde zum Mitglied des Wirtschaftsbeirates beim Ministerpräsidenten des Landes Sachsen-Anhalt ernannt. Von 2008 bis 2013 war er Präsident der Frankfurter Gesellschaft für Handel, Industrie und Wissenschaft.
Er ist Mitglied der Ludwig-Erhard-Stiftung.

## Veröffentlichungen (Auswahl)
- (Hrsg.): Roland Berger (Biografie über Roland Berger), München : Roland Berger Strategy Consultants 2003 (Beiträge teils deutsch, englisch, französisch, spanisch, italienisch) ISBN 3-00-011678-8.
- (Hrsg. mit Hans D. Barbier): Handbuch Wirtschaft : so nutzt man den Wirtschaftsteil einer Tageszeitung, begründet von Jürgen Eick, Frankfurt am Main: Societäts-Verlag 2000, ISBN 3-7973-0744-6.
- (Hrsg. mit Hans D. Barbier): So nutzt man den Wirtschaftsteil einer Tageszeitung, begründet von Jürgen Eick, 3. Auflage, Frankfurt [Main]: Societäts-Verlag 1997, ISBN 3-7973-0543-5 (erste Auflage 1993).

## Preise und Auszeichnungen (Auswahl)
- 1994: Georg-Schulhoff-Preis
- 2002: Bundesverdienstkreuz 1. Klasse
- 2006: Hessischer Verdienstorden